# Noreena Hertz

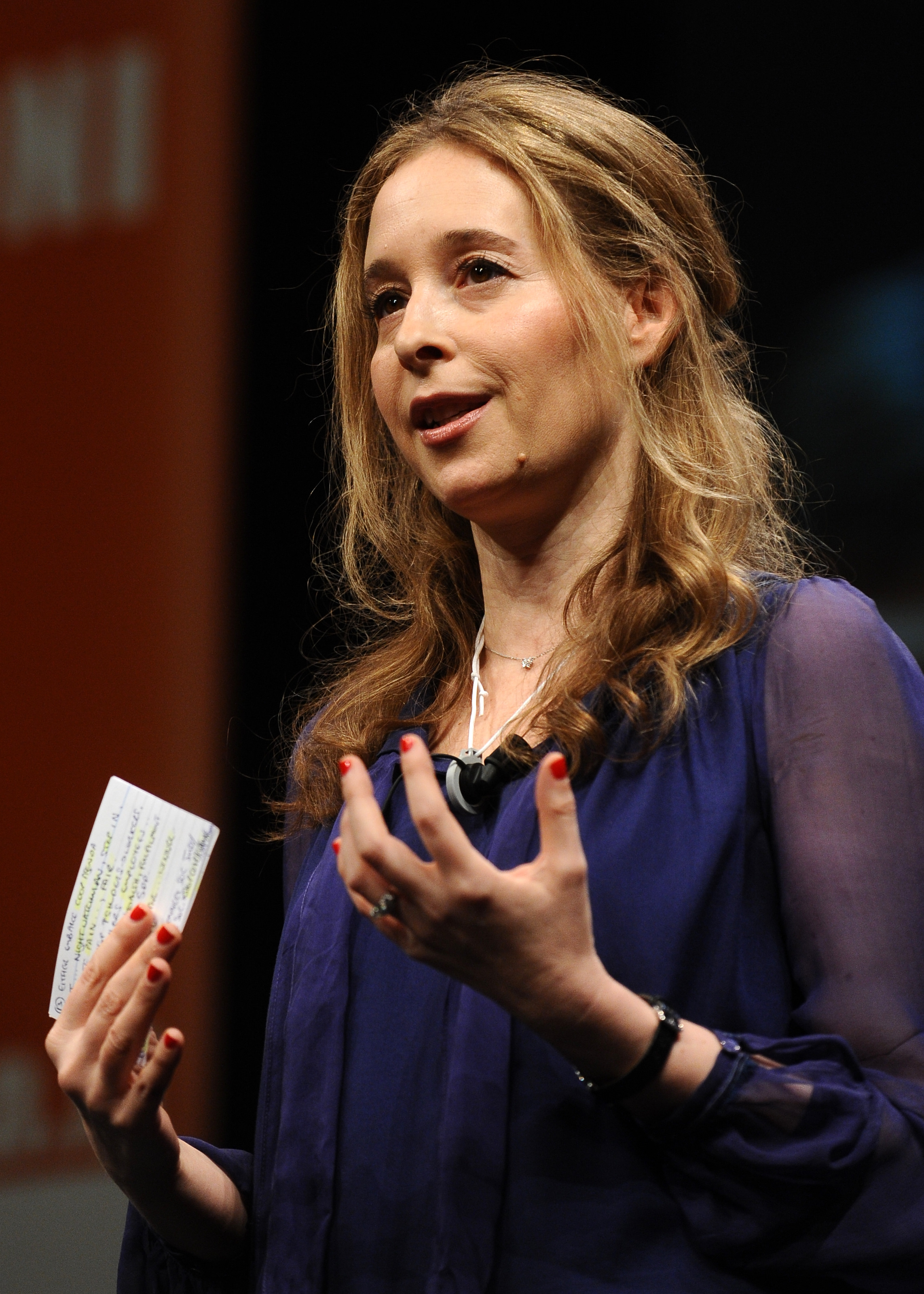
Noreena Hertz

Noreena Hertz, född 24 september 1967 i London, är en brittisk ekonom, professor vid Erasmusuniversitetet i Rotterdam och vid Universitetet i Cambridge samt författare. 
Hertz som är vänster-liberal har gjort sig känd som kritiker av laissez-faire kapitalismen och nyliberalismen. I sina arbeten påvisar hon orättvisor och problem som skapas av globaliseringen, utvecklingsländernas skulder och en ensidig användning av det rent ekonomiska värdemåttet Bruttonationalprodukt (BNP).

## Biografi
Hertz utbildade sig vid University College London och tog sin MBA-examen 1991 vid Wharton School vid University of Pennsylvania i USA. I början av 1990-talet arbetade hon för Internationella valutafonden i Ryssland som konsult vid upprättandet av ryska börsen och privatiseringen av ekonomin. Hon doktorerade vid Cambridge 1996 med avhandlingen "Russian Business Relationships in the Wake of Reform".
Hertz bodde en tid i Mellanöstern där hon ledde en grupp forskare som undersökte hur den privata sektorn i området kan medverka i fredsprocessen.
2001 gav Hertz ut en bok om globaliseringen - The Silent Takeover: Global Capitalism and the Death of Democracy (Det tysta övertagandet: Den globala kapitalismen och demokratins död.). Boken blev en storsäljare.[källa behövs] Tre år senare, 2004, utsågs hon till ”Young Global Leader of Tomorrow” vid World Economic Forum.
2004 kom hennes andra bok, om u-ländernas förödande skulder - The Debt Threat : How Debt Is Destroying the Developing World. Även denna bok blev en storsäljare.[källa behövs]
Hertz har återkommande skrivit i tidningar som The Guardian, Washington Post, New Statesman och The Observer. För närvarande (2011) är hon professor vid Erasmusuniversitetet i Rotterdam och vid universitetet i Cambridge.
Hertz har bland annat samarbetat med rockartisten Bono i kampen för att avskriva u-ländernas skulder samt i aidsprojektet (RED).

## Böcker i svensk översättning
- Det tysta övertagandet: den globala kapitalismen och demokratins död, Stockholm : Prisma, 2004, ISBN 91-518-4310-2
- Skuldfällan: hotet mot de fattiga länderna och hur vi kan avvärja det, Stockholm : Prisma, 2005, ISBN 91-518-4268-8